# 유리요새

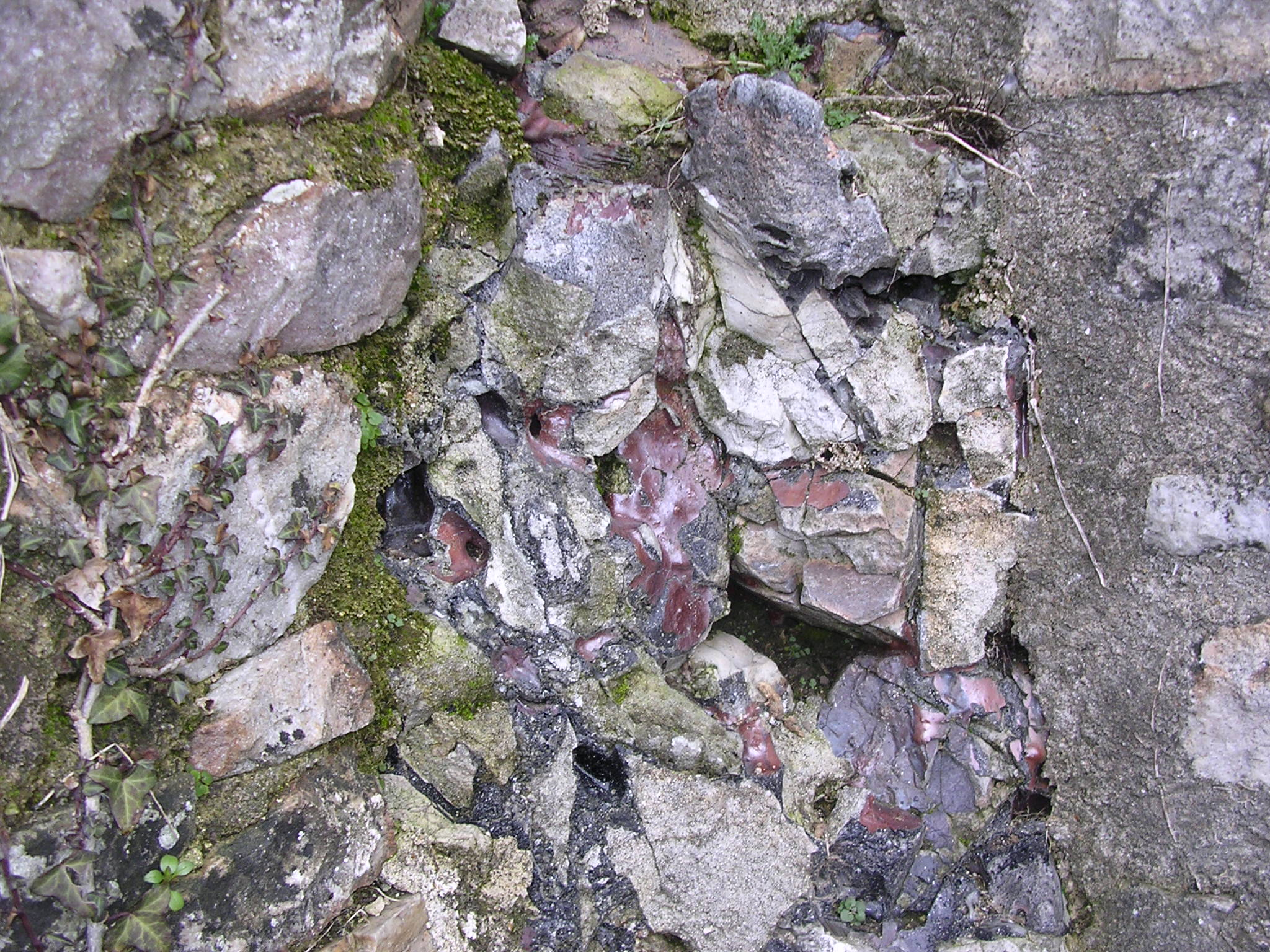
프랑스 북서부 마옌주의 유리요새 벽.

유리요새(Vitrified fort)는 서유럽 및 북유럽에서 발견되는 폐허 유적의 일종이다. 스코틀랜드에서 가장 많이 발견되어, 오랫동안 스코틀랜드 고유의 유적 양식이라고 생각되기도 했다. 하지만 체코, 프랑스, 독일, 아일랜드, 헝가리에서도 발견되었다.
대개 높은 언덕 위에 지어졌다. 벽의 높이는 유적마다 제각각이다. 이중벽이나 삼중벽을 짓기도 했고, 어떤 유적에는 성곽만 덜렁 남아있는 것도 있다. 벽을 쌓은 돌들은 서로 끈끈하게 들러붙어 있다. 여기에는 석회와 시멘트가 전혀 사용되지 않았다. 그 정체는 성곽을 쌓은 돌이 고열을 받아 녹아 유리화된 것이다.
성곽의 방어력 향상을 위해 의도적으로 유리화가 이루어졌다는 주장도 있지만, 대개의 경우 같은 유적 안에서도 유리화가 일관적으로 이루어지지 않았기 때문에 그 설은 오늘날은 대개 기각된다. 현재의 통설은 요새가 적에게 함락된 이후 약탈되는 과정에서 요새 전체에 불이 질러져서 이렇게 되었다는 것이다.